# Парламентские выборы в Бельгии (1958)
Парламентские выборы 1958 года в Бельгии состоялись 1 июня. На предыдущих парламентских выборах победу одержали Соцпартия и либералы, которые сформировали коалиционное правительство.

## Результаты выборов
| Палата представителей | Палата представителей               | Палата представителей | Палата представителей | Палата представителей | Сенат              | Сенат | Сенат |
| Партия                | Партия                              | Голосов               | Мест                  | Δ                     | Голосов            | Мест  | Δ     |
| --------------------- | ----------------------------------- | --------------------- | --------------------- | --------------------- | ------------------ | ----- | ----- |
|                       | Социально-христианская партия       | 2 465 549 (46,50%)    | 104                   | ▲ 9                   | 2 478 153 (47,12%) | 53    | ▲ 4   |
|                       | Либеральная партия                  | 585 999 (11,05%)      | 21                    | ▼ 4                   | 574 230 (10,92%)   | 10    | ▼ 1   |
|                       | Либерально-социалистический картель | 111 284 (2,10%)       | 0                     | -                     | 111 299 (2,12%)    | 2     | -     |
|                       | Бельгийская социалистическая партия | 1 897 646 (35,79%)    | 84                    | ▼ 2                   | 1 886 242 (35,87%) | 40    | ▼ 2   |
|                       | Коммунистическая партия Бельгии     | 100 145 (1,89%)       | 2                     | ▼ 2                   | 100 788 (1,92%)    | 1     | ▼ 1   |
|                       | Фламандский народный союз           | 104 823 (1,98%)       | 1                     | -                     | 78 233 (1,49%)     | 0     | -     |
|                       | Другие                              | 36 907 (0,70%)        | 0                     | -                     | 30 084 (0,57%)     | 0     | -     |
|                       | Всего                               | 5 302 353 (89,04%)    | 212                   | -                     | 5 259 029 (88,31%) | 106   | -     |

На выборах победила правая ХСП. Но получить абсолютное большинство, как на выборах 1950 года католики не смогли, поэтому 26 июня 1958 года их лидер Гастон Эйскенс сформировал правительство парламентского меньшинства, но оно просуществовало только до 6 ноября 1958 года, после чего правые были вынуждены обратиться за помощью в создании коалиционного правительства к Либеральной партии.
Следующие парламентские выборы состоялись в Бельгии в 1961 году.